# Got to Be Tough
Got to Be Tough è un album in studio della band reggae giamaicana Toots and the Maytals. È stato pubblicato tramite Trojan Jamaica/BMG il 28 agosto 2020 e finanziato dal proprietario di Trojan Jamaica Zak Starkey, che ha anche suonato la chitarra per la registrazione. L'album è la prima uscita in studio di Toots and the Maytals in più di un decennio e la prima dopo un incidente in cui il leader della band Toots Hibbert è stato colpito alla testa con una bottiglia di vetro, interrompendo la sua esibizione. Il contenuto dei testi dell'album è politico, con appelli per l'unità tra le persone.
Got to Be Tough è stata l'ultima uscita in studio della band prima della morte di Hibbert l'11 settembre 2020 a causa delle complicazioni del COVID-19. Dopo la sua morte, l'album vinse il Grammy Award come miglior album reggae alla 63esima edizione dei Grammy Awards.

## Tracce
1. Drop Off Head
2. Just Brutal
3. Got to Be Tough
4. Freedom Train
5. Warning Warning
6. Good Thing That You Call
7. Stand Accused
8. Three Little Birds (featuring Ziggy Marley)
9. Having a Party
10. Struggle